# Mitsukazu Mihara
Mitsukazu Mihara (三原ミツカズ?)(17 de octubre de 1970) es una influyente ilustradora japonesa y mangaka, conocida principalmente por ayudar a darle imagen al Gothic Lolita a través de sus trabajos en la revista especializada en el tema, "Gothic & Lolita Bible", así como otros mangas subsecuentes, el más notable, la serie "DOLL".
En 1994 ganó el "Feel Young New Face Manga Awards", un premio especial del jurado por su trabajo corto, "The Children Who Don’t Need Rubbers."
Actualmente vive en Osaka, Japón.

## Trabajos de manga
- Beautiful People
- DOLL
- Haunted House
- IC In A Sunflower
- R.I.P. - Requiem in Phonybrian
- Shigeshoshi / The Embalmer
- Happy Family
- Dokuhime
- The Twin Souls

## Colecciones de arte
- Alice Addict
- Chocolate